# 16a etapa del Tour de França de 2014
La 16a etapa del Tour de França de 2014 es disputà el dimarts 22 de juliol de 2014 sobre un recorregut de 237,5 km entre les localitats franceses de Carcassona i Banhèras de Luishon.
L'etapa fou guanyada per l'australià Michael Rogers (Team Tinkoff-Saxo) gràcies a un atac a manca de 5 quilòmetres per l'arribada a Banhèras de Luishon, en el descens del Port de Balès, de categoria especial, que es coronava a tan sols 21 quilòmetres per l'arribada. Nou segons rere seu arribà un petit grup de quatre corredors amb qui havia compartit bona part de l'escapada. En la classificació general Vincenzo Nibali (Astana Qazaqstan Team) mantingué el liderat, però no pas Joaquim Rodríguez (Team Katusha) en la classificació de la muntanya i Romain Bardet (AG2R La Mondiale) en la dels joves, que veieren com Rafał Majka (Team Tinkoff-Saxo) i Thibaut Pinot (FDJ) passaren a liderar aquestes classificacions respectivament.

## Recorregut
Etapa més llarga de la present edició del Tour, amb 237,5 quilòmetres entre Carcassona i Banhèras de Luishon, a través dels departament de l'Aude, Arieja, Alta Garona i Alts Pirineus, en la que és la primera de les tres etapes pirineques que els ciclistes hauran de superar. L'etapa es pot dividir en dues parts ben diferenciades. Els primers 140 quilòmetres bàsicament plans, amb sols dues petites cotes de quarta categoria, la de Fanjaus (km 25) i la de Pàmies (km 71,5); i l'esprint intermedi de Sent Gironç (km 123,5). Per contra els darrers 100 quilòmetres d'etapa són força accidentats, amb el pas per tres importants ports de muntanya: el Coll de Portèth d'Aspèth (5,4 km al 6,9%), de segona categoria, que es corona al quilòmetre 155; el Coll dels Ares (6,0 km al 5,2%), de tercera, que es corona al quilòmetre 176,5 i el Port de Balès (11,7 km al 7,7%), de categoria especial, que es corona a tan sols 21 quilòmetres per l'arribada.

## Desenvolupament de l'etapa
Després d'una sèrie d'atacs infructuosos en els quilòmetres inicials, poc després del pas per la primera cota del dia en què Rafał Majka (Team Tinkoff-Saxo) passà a encapçalar la classificació de la muntanya, es començà a formar l'escapada del dia, amb la presència de Michael Rogers (Team Tinkoff-Saxo), Jérémy Roy (FDJ), Kévin Reza (Team Europcar), Michael Albasini (Orica-GreenEDGE) i Anthony Delaplace (Bretagne-Séché Environnement). L'escapada veié com augmentaven els seus integrants amb l'arribada de nous components, com Michał Kwiatkowski (Omega Pharma-Quick Step), Vassil Kirienka (Team Sky), Ion Izagirre (Movistar Team), José Serpa (Lampre-Merida), Jan Bakelants (Omega Pharma-Quick Step), Tony Gallopin (Lotto-Belisol), Greg Van Avermaet (BMC Racing Team), Cyril Gautier i Thomas Voeckler (Team Europcar), fins a formar un grup de 21 corredors al quilòmetre 73. Al pas pel Coll de Portèth d'Aspèth (km 155) la diferència respecte al gran grup era de 8 minuts. En l'ascensió al port de Balès el grup capdavanter perdé moltes unitats, quedant al capdavant Voeckler, Rogers i Serpa, el qual coronà en primera posició Balès. En el descens foren agafats per Kirienka i Gautier, però Rogers llençà un atac a manca de 4,5 quilòmetres per l'arribada a Banhèras de Luishon i guanyà l'etapa amb 9 segons sobre Voeckler. En el grup del líder foren molts els corredors que perderen contacte pel fort ritme imposat pel Movistar Team. Jurgen Van den Broeck (Lotto-Belisol), Tejay van Garderen (BMC Racing Team) i Bauke Mollema (Belkin Pro Cycling Team) foren els primers en fer-ho, però en els darrers quilòmetres també es despenjà Romain Bardet (AG2R La Mondiale), líder dels joves. Un grup amb Pinot, Valverde, Péraud, Nibali i König arribà a vuit minuts i mig de Rogers, mentre Bardet ho va fer un minut i cinquanta segons més tard, amb la qual cosa perdé el liderat dels joves en favor de Thibaut Pinot (FDJ).

## Resultats

### Classificació de l'etapa
|    | Ciclista                 | Equip                   | Temps      |
| -- | ------------------------ | ----------------------- | ---------- |
| 1  | Michael Rogers (AUS)     | Team Tinkoff-Saxo       | 6h 07' 10" |
| 2  | Thomas Voeckler (FRA)    | Team Europcar           | + 9"       |
| 3  | Vassil Kirienka (BLR)    | Team Sky                | + 9"       |
| 4  | José Serpa (COL)         | Lampre-Merida           | + 9"       |
| 5  | Cyril Gautier (FRA)      | Team Europcar           | + 9"       |
| 6  | Greg Van Avermaet (BEL)  | BMC Racing Team         | + 13"      |
| 7  | Michał Kwiatkowski (POL) | Omega Pharma-Quick Step | + 36"      |
| 8  | Matteo Montaguti (ITA)   | AG2R La Mondiale        | + 50"      |
| 9  | Tom-Jelte Slagter (NED)  | Garmin-Sharp            | + 2' 11"   |
| 10 | Tony Gallopin (FRA)      | Lotto-Belisol           | + 2' 11"   |

### Punts atribuïts
| 1r  | Roger Kluge (GER)        | IAM Cycling                  | 20 pts |
| 2n  | Greg Van Avermaet (BEL)  | BMC Racing Team              | 17 pts |
| 3r  | Jérémy Roy (FRA)         | FDJ                          | 15 pts |
| 4t  | Samuel Dumoulin (FRA)    | AG2R La Mondiale             | 13 pts |
| 5è  | Tony Gallopin (FRA)      | Lotto-Belisol                | 11 pts |
| 6è  | Anthony Delaplace (FRA)  | Bretagne-Séché Environnement | 10 pts |
| 7è  | Bernhard Eisel (AUT)     | Team Sky                     | 9 pts  |
| 8è  | Michał Kwiatkowski (POL) | Omega Pharma-Quick Step      | 8 pts  |
| 9è  | Cyril Gautier (FRA)      | Team Europcar                | 7 pts  |
| 10è | Jens Keukeleire (BEL)    | Orica-GreenEDGE              | 6 pts  |
| 11è | José Serpa (COL)         | Lampre-Merida                | 5 pts  |
| 12è | Florian Vachon (FRA)     | Bretagne-Séché Environnement | 4 pts  |
| 13è | Ion Izagirre (ESP)       | Movistar Team                | 3 pts  |
| 14è | Vassil Kirienka (BLR)    | Team Sky                     | 2 pts  |
| 15è | Kévin Réza (FRA)         | Team Europcar                | 1 pt   |

| 1r  | Michael Rogers (AUS)     | Team Tinkoff-Saxo            | 30 pts |
| 2n  | Thomas Voeckler (FRA)    | Team Europcar                | 25 pts |
| 3r  | Vassil Kirienka (BLR)    | Team Sky                     | 22 pts |
| 4t  | José Serpa (COL)         | Lampre-Merida                | 19 pts |
| 5è  | Cyril Gautier (FRA)      | Team Europcar                | 17 pts |
| 6è  | Greg Van Avermaet (BEL)  | BMC Racing Team              | 15 pts |
| 7è  | Michał Kwiatkowski (POL) | Omega Pharma-Quick Step      | 13 pts |
| 8è  | Matteo Montaguti (ITA)   | AG2R La Mondiale             | 11 pts |
| 9è  | Tom-Jelte Slagter (NED)  | Garmin-Sharp                 | 9 pts  |
| 10è | Tony Gallopin (FRA)      | Lotto-Belisol                | 7 pts  |
| 11è | Jan Bakelants (BEL)      | Omega Pharma-Quick Step      | 6 pts  |
| 12è | Florian Vachon (FRA)     | Bretagne-Séché Environnement | 5 pts  |
| 13è | Anthony Delaplace (FRA)  | Bretagne-Séché Environnement | 4 pts  |
| 14è | Kévin Réza (FRA)         | Team Europcar                | 3 pts  |
| 15è | Bernhard Eisel (AUT)     | Team Sky                     | 2 pts  |

### Colls i cotes
| 1r | Rafał Majka (POL) | Team Tinkoff-Saxo | 1 pt |

| 1r | Matteo Montaguti (ITA) | AG2R La Mondiale | 1 pt |

| 1r | Thomas Voeckler (FRA)   | Team Europcar           | 5 pts |
| 2n | Michael Rogers (AUS)    | Team Tinkoff-Saxo       | 3 pts |
| 3r | Jan Bakelants (BEL)     | Omega Pharma-Quick Step | 3 pts |
| 4t | Tom-Jelte Slagter (NED) | Giant-Shimano           | 1 pt  |

| 1r | Thomas Voeckler (FRA) | Team Europcar | 2 pts |
| 2n | José Serpa (COL)      | Lampre-Merida | 1 pt  |

- 5. Port de Balès. 1.755m. Categoria Especial (km 216) (11,7 km al 7,7%)

| 1r  | José Serpa (COL)         | Lampre-Merida           | 25 pts |
| 2n  | Thomas Voeckler (FRA)    | Team Europcar           | 20 pts |
| 3r  | Michael Rogers (AUS)     | Team Tinkoff-Saxo       | 16 pts |
| 4t  | Vassil Kirienka (BLR)    | Team Sky                | 14 pts |
| 5è  | Cyril Gautier (FRA)      | Team Europcar           | 12 pts |
| 6è  | Greg Van Avermaet (BEL)  | BMC Racing Team         | 10 pts |
| 7è  | Matteo Montaguti (ITA)   | AG2R La Mondiale        | 8 pts  |
| 8è  | Michał Kwiatkowski (POL) | Omega Pharma-Quick Step | 6 pts  |
| 9è  | Tom-Jelte Slagter (NED)  | Garmin-Sharp            | 4 pts  |
| 10è | Tony Gallopin (FRA)      | Lotto-Belisol           | 2 pts  |

## Classificacions a la fi de l'etapa

### Classificació general
|    | Ciclista                     | Equip                   | Temps       |
| -- | ---------------------------- | ----------------------- | ----------- |
| 1  | Vincenzo Nibali (ITA)        | Astana Qazaqstan Team   | 73h 05' 19" |
| 2  | Alejandro Valverde (ESP)     | Movistar Team           | + 4' 37"    |
| 3  | Thibaut Pinot (FRA)          | FDJ                     | + 5' 06"    |
| 4  | Jean-Christophe Péraud (FRA) | AG2R La Mondiale        | + 6' 08"    |
| 5  | Romain Bardet (FRA)          | AG2R La Mondiale        | + 6' 40"    |
| 6  | Tejay van Garderen (USA)     | BMC Racing Team         | + 9' 25"    |
| 7  | Leopold König (CZE)          | NetApp-Endura           | + 9' 32"    |
| 8  | Laurens ten Dam (NED)        | Belkin Pro Cycling Team | + 11' 12"   |
| 9  | Michał Kwiatkowski (POL)     | Omega Pharma-Quick Step | + 11' 28"   |
| 10 | Bauke Mollema (NED)          | Belkin Pro Cycling Team | + 11' 33"   |

### Classificació per punts
|    | Ciclista                 | Equip         | Punts   |
| -- | ------------------------ | ------------- | ------- |
| 1r | Peter Sagan (SVK)        | Cannondale    | 402 pts |
| 2n | Bryan Coquard (FRA)      | Team Europcar | 226 pts |
| 3r | Alexander Kristoff (NOR) | Team Katusha  | 217 pts |

### Classificació de la muntanya
|    | Ciclista                | Equip                 | Punts  |
| -- | ----------------------- | --------------------- | ------ |
| 1r | Rafał Majka (POL)       | Team Tinkoff-Saxo     | 89 pts |
| 2n | Joaquim Rodríguez (CAT) | Team Katusha          | 88 pts |
| 3r | Vincenzo Nibali (ITA)   | Astana Qazaqstan Team | 86 pts |

### Classificació del millor jove
|    | Ciclista                 | Equip                   | Temps       |
| -- | ------------------------ | ----------------------- | ----------- |
| 1r | Thibaut Pinot (FRA)      | FDJ                     | 73h 10' 25" |
| 2n | Romain Bardet (FRA)      | AG2R La Mondiale        | + 1' 34"    |
| 3r | Michał Kwiatkowski (POL) | Omega Pharma-Quick Step | + 6' 22"    |

### Classificació per equips
|    | Equip                   | Temps        |
| -- | ----------------------- | ------------ |
| 1r | AG2R La Mondiale        | 219h 28' 01" |
| 2n | Belkin Pro Cycling Team | + 26' 21"    |
| 3r | Team Sky                | + 39' 19"    |

## Abandonaments
- Rui Costa (POR) (Lampre-Merida). No surt.
- Simon Yates (GBR) (Orica-GreenEDGE). No surt.